# 藝大フィルハーモニア管弦楽団
藝大フィルハーモニア管弦楽団（げいだいフィルハーモニアかんげんがくだん、Geidai Philharmonia Orchestra, Tokyo）は東京芸術大学の音楽学部に属するオーケストラ。正式名称は東京芸術大学音楽学部管弦楽研究部。旧称は東京音楽学校管弦楽団で、日本で最初の本格的オーケストラ。
オーケストラの構成員（研究部員）は音楽学部もしくは演奏藝術センターの教官あるいは非常勤講師から選ばれるため、現職以外から採用する場合その身分は教官あるいは非常勤講師となる。
「東京芸術大学音楽学部管弦楽研究部に関する規則」では、以下のように教育・研究結果の発表を目的としており、曲や演奏技術の研究が本来の目的となっている点が一般のオーケストラとは異なる。
年2回の定期演奏会の他に、年に十数回モーニングコンサートという演奏会を行っている。
2016年11月、名称を「藝大フィルハーモニア」から「藝大フィルハーモニア管弦楽団」へと変更した。
2017年4月、日本オーケストラ連盟準会員に加盟した。

## 年表
- 1899年4月 - アウグスト・ユンケル（管弦楽）が東京音楽学校に着任。管弦楽を整備。
- 1913年1月 - グスタフ・クローン（指揮者）が東京音楽学校に着任。
- 1918年5月26日 - ベートーヴェン：交響曲第5番「運命」日本初演
- 1921年5月7日 - チャイコフスキー：交響曲第6番「悲愴」日本初演
- 1929年12月 - 管弦楽部規定を新たに制定
- 1932年2月17日 - マーラー、交響曲第5番日本初演